# Sixtus Parmský
Sixtus Parmský (německy: Sixtus Ferdinand Maria Ignazio Alfred Robert von Bourbon-Parma; 1. srpna 1886, zámek Wartegg, kanton St. Gallen – 14. března 1934, Paříž) byl člen borbonsko-parmské dynastie, belgický důstojník v první světové válce a ústřední postavou Sixtovy aféry. Napsal také množství knih.

## Původ a mládí
Sixtus se narodil jako nejstarší syn posledního parmského vévody Roberta a jeho druhé manželky infantky Marie Antonie, dcery krále Michala Portugalského. Jeho otec měl z předchozího manželství dvanáct dětí, Sixtus byl čtrnácté z celkových dvaceti čtyř potomků vévody Roberta. Byl šestý syn, proto byl pojmenován Sixtus.
Během válek o sjednocení Itálie přišel Sixtův otec o parmské vévodství, zdědil však po svém bezdětném strýci Jindřichovi, hraběti z Chambord, velké jmění a tak byl Robert i bez vévodství velmi bohatý. Robert vychovával svou velkou rodinu a bydliště střídal ve vile Pianore a na zámku Schwarzau v Dolních Rakousích. Sixtus byl vzděláván ve Stella Matutina, katolické internátní škole pro chlapce provozované jezuity ve Feldkirchu u švýcarských hranic. Po absolvování střední školy studoval práva v Paříži.
Po otcově smrti v roce 1907 největší část rodinného bohatství zdědil Eliáš, jediný zdraví syn ze Sixtových nevlastních sourozenců. V roce 1910 děti první manželky vévody Roberta a děti jeho druhé manželky dosáhly dohody o rozdělení majetku jejich otce. Následujícího roku se Sixtova mladší sestra Zita provdala za arcivévodu Karla, dědice rakousko-uherského trůnu, Sixtova přítele z dětství.
Po vypuknutí první světové války se rodina rozdělila. Přestože jejich předkové vládli v Parmě, měli bratři ještě silnější vazby s Francií a Rakouskem. Protože nebyli přijati do francouzské armády, narukovali bratři Sixtus a Xavier do belgické armády, zatímco jejich bratři Eliáš, Felix a René bojovali na opačné straně, v rakouské armádě.

## Sixtova aféra
V roce 1917, když se válka táhla ke čtvrtému roku, Sixtův švagr, císař Karel I., tajně vstoupil do mírových jednání s Francií a využil Sixta jako prostředníka. Císař také požádal o pomoc svého věrného přítele z dětství a pobočníka hraběte Tamáse Erdődyho. Karel zahájil kontakt se Sixtem přes neutrální Švýcarsko. Císařovna Zita napsala dopis, v němž zvala svého bratra do Vídně. Dopis osobně doručila matka Zity a Sixta, která žila v neutrálním Švýcarsku.
Sixtus zahájil rozhovory s francouzskou stranou: Francouzi chtěli získat zpět Alsasko-Lotrinsko, které bylo po prusko-francouzské válce v roce 1870 anektováno Německem; dále bylo požadováno obnovení nezávislosti Belgie a předání Konstantinopole Rusku. Karel v zásadě souhlasil s prvními třemi body a 24. března 1917 napsal Sixtovi dopis, ve kterém dal francouzskému prezidentovi „tajnou a neoficiální zprávu, že použiji všechny prostředky a veškerý svůj osobní vliv“.
Tento pokus o dynastickou diplomacii 20. století nakonec selhal, hlavně kvůli požadavku Itálie postoupit Tyrolsko. Německo také odmítlo vyjednávat o Alsasku-Lotrinsku, a když vidělo na obzoru ruský kolaps, nechtělo válku vzdát. Když v dubnu 1918 prosákly zprávy o předběžných rozhovorech, Sixtův švagr, Karel I. Rakouský, účast popíral, dokud francouzský premiér Georges Clemenceau nezveřejnil dopisy, které podepsal. Rakousko se nyní stalo ještě závislejším na svém německém spojenci a německý císař Vilém II. rakouského císaře ostře pokáral.
Neúspěšný pokus o mírová jednání se stal známým jako Sixtova aféra.

## Pozdější život
12. listopadu 1919 se Sixtus oženil s Hedvikou de la Rochefoucauld (1896–1986), dcerou Armanda de La Rochefoucauld, vévody z Doudeauville a z Bisaccie (1870–1963) a jeho manželky, princezny Luisy Radziwiłłové (1877–1942). Hedvičina mladší sestra Marie byla manželkou Henriho-Antoina-Marie de Noailles, 11. knížete z Poix. Sňatek postrádal povolení Sixtova staršího nevlastního bratra Eliáše a byl do roku 1959 považován za nedynastický. V roce 1959 zdědil Eliášovu pozici hlavy rodu jeho syn Robert Hugo Parmský, který uznal sňatky svých strýců Sixta i Xaviera. Sixtus měl s manželkou jednu dceru, princeznu Isabelu (1922–2015), která se 23. června 1943 provdala za svého vzdáleného bratrance hraběte Rogera de la Rochefoucauld. V roce 1966 se rozvedli. Měli spolu pět synů a šest vnoučat.
Saintgermainská smlouva dala Francii právo trvale zabavit majetek těch, kteří během války bojovali v nepřátelských armádách. Protože Sixtův nevlastní bratr Eliáš bojoval v rakouské armádě, francouzská vláda vyvlastnila zámek Chambord, který vlastnila bourbonsko-parmská dynastie. Protože Sixtus s bratrem Xavierem bojovali na straně Dohody, vzali svého bratra Eliáše k soudu a požadovali větší podíl na rodinném dědictví. Tvrdili, že dřívější právní dohoda byla v rozporu s francouzským právem. V roce 1925 francouzský soud potvrdil Sixtův a Xavierův nárok, ale odvolací soud verdikt v roce 1928 zrušil. Francouzský kasační dvůr to potvrdil v roce 1932. Bratři dostali rovný podíl na panství. Francouzská vláda však Chambord nikdy nevrátila a Eliášovi vyplatila náhradu.
Po sňatku s francouzskou šlechtičnou se Sixtus usadil ve Francii. V následujících letech podnikl několik průzkumných výprav do Afriky, napsal řadu knih (včetně biografie své praprababičky Marie Luisy Španělské, vévodkyně z Luccy) a pojednání. Zemřel 14. března 1934 ve věku 47 let v Paříži.

## Vývod zpředků
|                |                                            |  |                       |                                             |  |  |  |  |  |  |  | Ludvík Parmský |
|                |                                            |  |                       |                                             |  |  |  |  |  |  |  |                |
|                | Karel II. Parmský                          |  |                       |                                             |  |  |  |  |  |  |  |                |
|                |                                            |  |                       |                                             |  |  |  |  |  |  |  |                |
|                |                                            |  |                       | Marie Luisa Španělská                       |  |  |  |  |  |  |  |                |
|                |                                            |  |                       |                                             |  |  |  |  |  |  |  |                |
|                | Karel III. Parmský                         |  |                       |                                             |  |  |  |  |  |  |  |                |
|                |                                            |  |                       |                                             |  |  |  |  |  |  |  |                |
|                |                                            |  |                       | Viktor Emanuel I.                           |  |  |  |  |  |  |  |                |
|                |                                            |  |                       |                                             |  |  |  |  |  |  |  |                |
|                | Marie Tereza Savojská                      |  |                       |                                             |  |  |  |  |  |  |  |                |
|                |                                            |  |                       |                                             |  |  |  |  |  |  |  |                |
|                |                                            |  |                       | Marie Tereza Rakouská-Este                  |  |  |  |  |  |  |  |                |
|                |                                            |  |                       |                                             |  |  |  |  |  |  |  |                |
|                | Robert I. Parmský                          |  |                       |                                             |  |  |  |  |  |  |  |                |
|                |                                            |  |                       |                                             |  |  |  |  |  |  |  |                |
|                |                                            |  |                       | Karel X. Francouzský                        |  |  |  |  |  |  |  |                |
|                |                                            |  |                       |                                             |  |  |  |  |  |  |  |                |
|                | Karel Ferdinand Bourbonský                 |  |                       |                                             |  |  |  |  |  |  |  |                |
|                |                                            |  |                       |                                             |  |  |  |  |  |  |  |                |
|                |                                            |  |                       | Marie Tereza Savojská                       |  |  |  |  |  |  |  |                |
|                |                                            |  |                       |                                             |  |  |  |  |  |  |  |                |
|                | Luisa Marie Terezie z Artois               |  |                       |                                             |  |  |  |  |  |  |  |                |
|                |                                            |  |                       |                                             |  |  |  |  |  |  |  |                |
|                |                                            |  |                       | František I. Neapolsko-Sicilský             |  |  |  |  |  |  |  |                |
|                |                                            |  |                       |                                             |  |  |  |  |  |  |  |                |
|                | Marie Karolína Neapolsko-Sicilská          |  |                       |                                             |  |  |  |  |  |  |  |                |
|                |                                            |  |                       |                                             |  |  |  |  |  |  |  |                |
|                |                                            |  |                       | Marie Klementina Habsbursko-Lotrinská       |  |  |  |  |  |  |  |                |
|                |                                            |  |                       |                                             |  |  |  |  |  |  |  |                |
| Sixtus Parmský |                                            |  |                       |                                             |  |  |  |  |  |  |  |                |
|                |                                            |  |                       |                                             |  |  |  |  |  |  |  |                |
|                |                                            |  | Petr III. Portugalský |                                             |  |  |  |  |  |  |  |                |
|                |                                            |  |                       |                                             |  |  |  |  |  |  |  |                |
|                | Jan VI. Portugalský                        |  |                       |                                             |  |  |  |  |  |  |  |                |
|                |                                            |  |                       |                                             |  |  |  |  |  |  |  |                |
|                |                                            |  |                       | Marie I. Portugalská                        |  |  |  |  |  |  |  |                |
|                |                                            |  |                       |                                             |  |  |  |  |  |  |  |                |
|                | Michal I. Portugalský                      |  |                       |                                             |  |  |  |  |  |  |  |                |
|                |                                            |  |                       |                                             |  |  |  |  |  |  |  |                |
|                |                                            |  |                       | Karel IV. Španělský                         |  |  |  |  |  |  |  |                |
|                |                                            |  |                       |                                             |  |  |  |  |  |  |  |                |
|                | Šarlota Španělská                          |  |                       |                                             |  |  |  |  |  |  |  |                |
|                |                                            |  |                       |                                             |  |  |  |  |  |  |  |                |
|                |                                            |  |                       | Marie Luisa Parmská                         |  |  |  |  |  |  |  |                |
|                |                                            |  |                       |                                             |  |  |  |  |  |  |  |                |
|                | Marie Antonie Portugalská                  |  |                       |                                             |  |  |  |  |  |  |  |                |
|                |                                            |  |                       |                                             |  |  |  |  |  |  |  |                |
|                |                                            |  |                       | Karel Tomáš z Löwenstein-Wertheim-Rosenberg |  |  |  |  |  |  |  |                |
|                |                                            |  |                       |                                             |  |  |  |  |  |  |  |                |
|                | Konstantin z Löwenstein-Wertheim-Rosenberg |  |                       |                                             |  |  |  |  |  |  |  |                |
|                |                                            |  |                       |                                             |  |  |  |  |  |  |  |                |
|                |                                            |  |                       | Žofie Windisch-Graetz                       |  |  |  |  |  |  |  |                |
|                |                                            |  |                       |                                             |  |  |  |  |  |  |  |                |
|                | Adelaida Löwenstein-Wertheim-Rosenberg     |  |                       |                                             |  |  |  |  |  |  |  |                |
|                |                                            |  |                       |                                             |  |  |  |  |  |  |  |                |
|                |                                            |  |                       | Karel Ludvík Hohenlohe-Langenburský         |  |  |  |  |  |  |  |                |
|                |                                            |  |                       |                                             |  |  |  |  |  |  |  |                |
|                | Anežka Hohenlohe-Langenburská              |  |                       |                                             |  |  |  |  |  |  |  |                |
|                |                                            |  |                       |                                             |  |  |  |  |  |  |  |                |
|                |                                            |  |                       | Amálie Henrietta ze Solms-Baruth            |  |  |  |  |  |  |  |                |
|                |                                            |  |                       |                                             |  |  |  |  |  |  |  |                |